# Издюлеуов, Мерген
Мерген Издюлеуов (17 апреля 1907, село Каратобе, Лбищенский уезд, Уральская область, Российская империя — 24 сентября 1998, село Кок Уй, Кобдинский район, Актюбинская область, Казахстан) — старший скотник совхоза «15 лет Казахской ССР» Хобдинского района Актюбинской области, Казахская ССР. Герой Социалистического Труда (1966).

## Биография
Родился в 1907 году в крестьянской семье в селе Каратобе Лбищенского уезда.
С раннего возраста трудился в частном сельском хозяйстве. С 1937 года трудился грузчиком на железнодорожной станции «Маяк» Оренбургской железной дороги, с сентября 1939 года — рабочий в зерносовхозе «Маяк» Соль-Илецкого района с усадьбой в современном районе Маякское. В августе 1953 года переехал в Казахскую ССР, где трудился старшим скотником на ферме № 1 совхоза «15 лет Кахахской ССР» Хобдинского района.
Ежегодно показывал высокие трудовые результаты в животноводстве. В 1958 году обслуживал 58 бычков породы «казахская белоголовая». В этом же году он сдал 12 голов элитного класса, 26 голов — первого класса и 20 голов — второго класса. В 1963 году ухаживал за 45 бычками и сдал государству 15 бычков элитного класса и 30 голов первого класса. В последнем году Семилетки (1959—1965) за ним закрепили 65 бычков, среднесуточный привес каждого бычка превысил плановые задания. Указом Президиума Верховного Совета СССР от 22 марта 1966 года удостоен звания Героя Социалистического Труда за «достигнутые успехи в развитии животноводства, увеличении производства и заготовок мяса, молока, яиц, шерсти и другой продукции» с вручением ордена Ленина и золотой медали «Серп и Молот» (№ 11244).
Избирался депутатом Сугалинского сельского Совета депутатов трудящихся (1963—1965).
После выхода на пенсию проживал в совхозе «15 лет Казахской ССР», затем в посёлке Зелёный Дол (сегодня — Кок Уй) Кобдинского района. С 1968 года — персональный пенсионер союзного значения.
Умер в сентябре 1998 года.
Награды
- Герой Социалистического Труда
- Орден Ленина
- Медаль «За освоение целинных земель» (20.10.1956)